# Csehimindszent
Csehimindszent é um município da Hungria, situado no condado de Vas. Tem 15,43 km² de área e sua população em 2015 foi estimada em 360 habitantes.